# Leichtathletik-Weltmeisterschaften 2003/200 m der Frauen

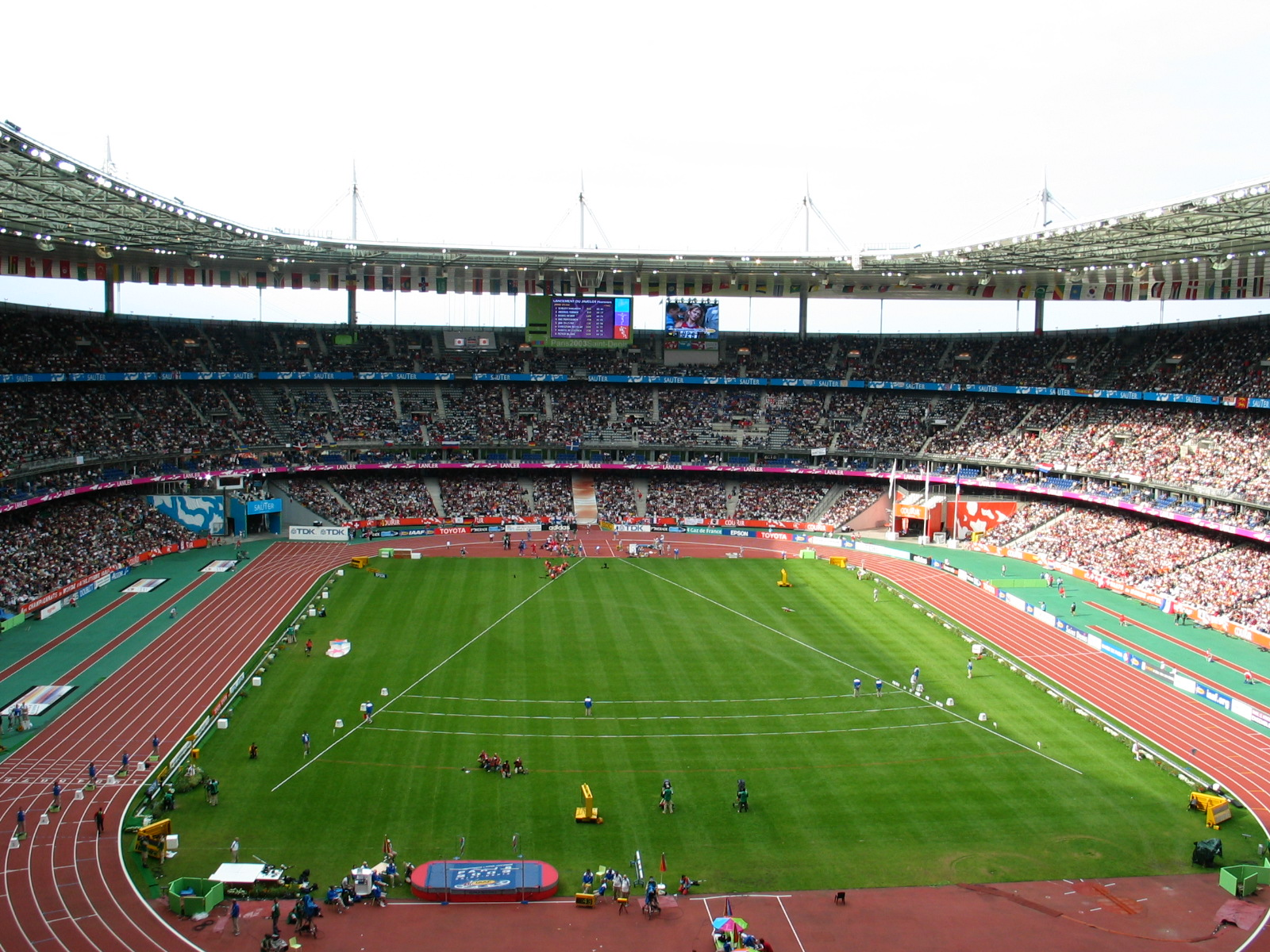
Stade de France in Paris/Saint-Denis am Schlusstag der Leichtathletik-Weltmeisterschaften

Der 200-Meter-Lauf der Frauen bei den Leichtathletik-Weltmeisterschaften 2003 wurde am 26. und 27. August 2003 im Stade de France der französischen Stadt Saint-Denis unmittelbar bei Paris ausgetragen.
Weltmeisterin wurde die Russin Anastassija Kapatschinskaja, zuvor EM-Zweite von 2002 mit der 4-mal-400-Meter-Staffel ihres Landes. Auch bei diesen Weltmeisterschaften gab es für sie am vorletzten Tag noch Silber als Mitglied der russischen 4-mal-400-Meter-Staffel.
Silber ging an die US-amerikanische Siegerin über 100 Meter Torri Edwards, die 2000 mit der US-Sprintstaffel Olympiabronze errungen hatte.
Die amtierende Europameisterin Muriel Hurtis aus Frankreich errang die Bronzemedaille. Für sie hatte es 1999 und 2001 jeweils WM-Silber sowie 2002 EM-Gold mit der 4-mal-100-Meter-Staffel ihres Landes gegeben. Hier in Paris wurde sie am Schlusstag außerdem Weltmeisterin mit der französischen Sprintstaffel.

## Bestehende Rekorde
| Weltrekord               | 21,34 s | Florence Griffith-Joyner | OS Seoul, Südkorea      | 29. September 1988 |
| Weltmeisterschaftsrekord | 21,74 s | Silke Gladisch           | WM 1987 in Rom, Italien | 3. September 1987  |

Auch bei diesen Weltmeisterschaften wurde der seit 1987 bestehende WM-Rekord nicht gefährdet.
Ein Landesrekord wurde aufgestellt.
- 23,85 s – Fabienne Feraez (Benin), 4. Vorlauf am 8. August (Wind: −0,7 m/s)

## Doping
In diesem Wettbewerb gab es zwei Dopingfälle.
- Die zunächst siegreiche US-Amerikanerin Kelli White war mit Modafinil gedopt und wurde disqualifiziert. Dies betraf ebenso ihre Goldmedaille über 100 Meter. Bei einer Anhörung vor der Welt-Anti-Doping-Agentur (WADA) im Jahr 2005 gab sie zu, außer mit Modafinil auch mit THG und EPO gedopt zu haben. Dies sei allerdings nicht wissentlich geschehen. Sie habe lediglich zugestimmt, verschiedene Mittel auf ihre Wirksamkeit hin bei ihr zu testen. Auf Nebenwirkungen sei sie nicht aufmerksam gemacht worden.[2]
- Die zunächst fünftplatzierte Ukrainerin Schanna Block, frühere Schanna Pintussewytsch, wurde nachträglich wegen Dopingvergehens disqualifiziert. Auch ihre bei diesen Weltmeisterschaften errungene Bronzemedaille über 100 Meter musste sie zurückgeben. Ihr wurden – allerdings erst im Jahr 2015 – für die Jahre 2002 und 2003 Verstöße gegen die Doping-Regularien nachgewiesen. Ihre Resultate aus diesem Zeitraum wurden annulliert. Außerdem wurde sie mit einer zweijährigen Sperre belegt. Diese hatte jedoch nur symbolischen Wert, denn zu dem Zeitpunkt, zu dem die Sperre verhängt wurde, hatte Schanna Block ihre aktive Laufbahn längst beendet.[3]

Die beiden Disqualifikationen waren folgenreich für insgesamt acht Sprinterinnen.
- Leidtragende im Medaillenbereich:
  - Anastassija Kapatschinskaja, Russland – wurde erst nach Kelli Whites Disqualifikation von Rang zwei auf Rang eins hochgestuft, jedoch wurde sie selber in den kommenden Jahren zur Mehrfachtäterin[4]
  - Muriel Hurtis, Frankreich – erhielt ihre Bronzemedaille erst mit jahrelanger Verspätung und konnte nicht an der Siegerehrung teilnehmen
- Athletinnen, die um ihre Finalteilnahme betrogen wurden:
  - Mary Onyali, Nigeria – über ihre Platzierung im ersten Halbfinale für das Finale qualifiziert
  - Lauren Hewitt, Australien – über ihre Platzierung im ersten Halbfinale für das Finale qualifiziert
- Athletinnen, die um ihre Halbfinalteilnahme betrogen wurden:
  - Debbie Ferguson, Bahamas – über ihre Platzierung im zweiten Viertelfinale für das Halbfinale qualifiziert
  - Sylviane Félix, Frankreich – über ihre Platzierung im vierten Viertelfinale für das Halbfinale qualifiziert
- Athletinnen, die um ihre Viertelfinalteilnahme betrogen wurden:
  - Lucia Ivanová, Slowakei – über ihre Zeit im vierten Vorlauf für das Viertelfinale qualifiziert
  - Valma Bass, Amerikanische Jungferninseln – über ihre Zeit im dritten Vorlauf für das Viertelfinale qualifiziert

## Vorrunde
Die Vorrunde wurde in sechs Läufen durchgeführt. Die ersten vier Athletinnen pro Lauf – hellblau unterlegt – sowie die darüber hinaus acht zeitschnellsten Läuferinnen – hellgrün unterlegt – qualifizierten sich für das Viertelfinale.

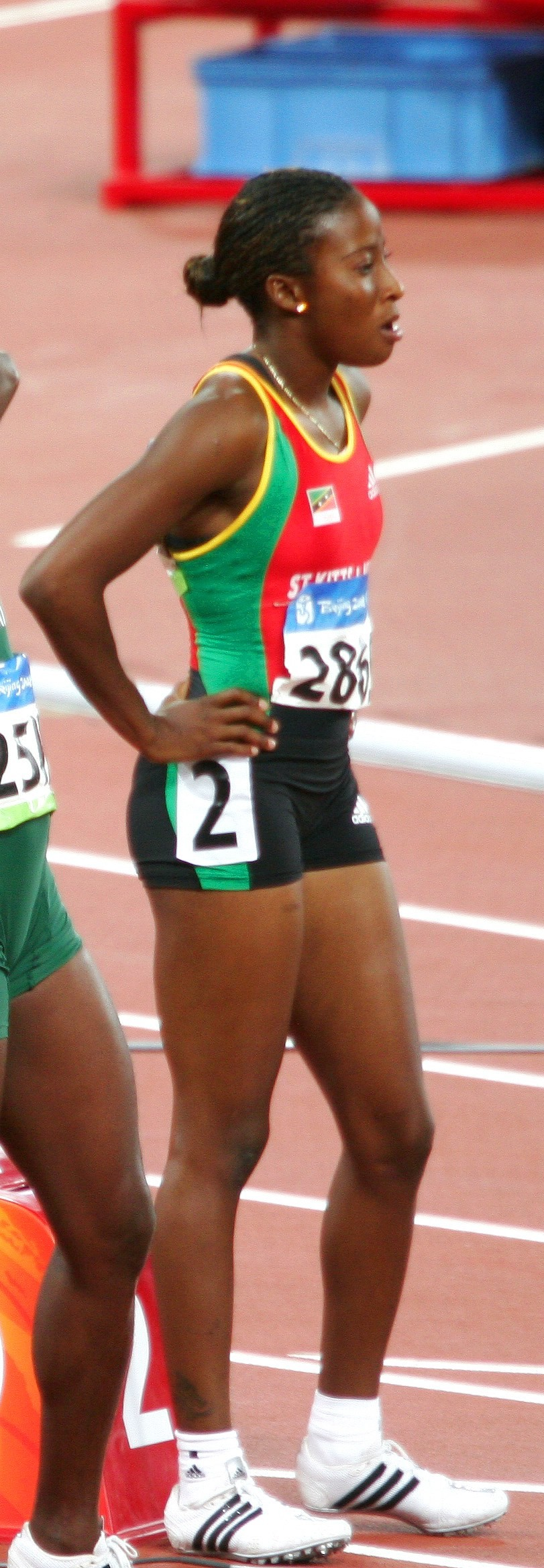
Virgil Hodge schied mit 24,17 s in der Vorrunde aus

### Vorlauf 1
26. August 2003, 10:45 Uhr
Wind: −0,6 m/s
| Platz | Name             | Nation              | Zeit (s)                         |
| ----- | ---------------- | ------------------- | -------------------------------- |
| 1     | Sylviane Félix   | Frankreich          | 23,29                            |
| 2     | Johanna Manninen | Finnland            | 23,43                            |
| 3     | Allyson Felix    | USA                 | 23,46                            |
| 4     | Roxana Díaz      | Kuba                | 23,47                            |
| 5     | Virgil Hodge     | St. Kitts und Nevis | 24,17                            |
| 6     | Yana Kolpakova   | Aserbaidschan       | 24,74                            |
| DOP   | Schanna Block    | Ukraine             | für das Viertelfinale zugelassen |

### Vorlauf 2
26. August 2003, 10:51 Uhr
Wind: +0,3 m/s
| Platz | Name                   | Nation     | Zeit (s) |
| ----- | ---------------------- | ---------- | -------- |
| 1     | Muriel Hurtis          | Frankreich | 22,51    |
| 2     | Vida Anim              | Ghana      | 23,08    |
| 3     | Swetlana Gontscharenko | Russland   | 23,18    |
| 4     | Debbie Ferguson        | Bahamas    | 23,18    |
| 5     | Sharon Cripps          | Australien | 23,29    |
| 6     | Digna Luz Murillo      | Kolumbien  | 23,43    |
| 7     | Vũ Thị Hương           | Vietnam    | 24,63    |

### Vorlauf 3
26. August 2003, 10:57 Uhr
Wind: +0,2 m/s
| Platz | Name              | Nation                       | Zeit (s)                                            |
| ----- | ----------------- | ---------------------------- | --------------------------------------------------- |
| 1     | Maryna Maydanova  | Ukraine                      | 23,03                                               |
| 2     | Beverly McDonald  | Jamaika                      | 23,11                                               |
| 3     | Karin Mayr-Krifka | Österreich                   | 23,35                                               |
| 4     | Abiodun Oyepitan  | Großbritannien               | 23,30                                               |
| 5     | Valma Bass        | Amerikanische Jungferninseln | 24,16 eigentlich für das Viertelfinale qualifiziert |
| 6     | Mae Koime         | Papua-Neuguinea              | 26,03                                               |
| DOP   | Kelli White       | USA                          | für das Viertelfinale zugelassen                    |

### Vorlauf 4
26. August 2003, 11:03 Uhr
Wind: −0,7 m/s
| Platz | Name                  | Nation         | Zeit (s) |
| ----- | --------------------- | -------------- | -------- |
| 1     | Anschela Krawtschenko | Ukraine        | 22,78    |
| 2     | Torri Edwards         | USA            | 22,83    |
| 3     | Kim Gevaert           | Belgien        | 22,92    |
| 4     | Joice Maduaka         | Großbritannien | 23,11    |
| 5     | Natallja Safronnikawa | Belarus        | 23,20    |
| 6     | Fabienne Feraez       | Benin          | 23,85 NR |
| 7     | Karla Hernández       | El Salvador    | 25,97    |

### Vorlauf 5
26. August 2003, 11:09 Uhr
Wind: −0,1 m/s
| Platz | Name                        | Nation    | Zeit (s) |
| ----- | --------------------------- | --------- | -------- |
| 1     | Anastassija Kapatschinskaja | Russland  | 22,90    |
| 2     | Aleen Bailey                | Jamaika   | 22,98    |
| 3     | Mercy Nku                   | Nigeria   | 23,17    |
| 4     | Anna Pacholak               | Polen     | 23,39    |
| 5     | Geraldine Pillay            | Südafrika | 23,37    |
| 6     | Lineo Shoai                 | Lesotho   | 25,63    |
| DNS   | Susanthika Jayasinghe       | Sri Lanka |          |

### Vorlauf 6
26. August 2003, 11:15 Uhr
Wind: +0,1 m/s
| Platz | Name                | Nation         | Zeit (s)                                            |
| ----- | ------------------- | -------------- | --------------------------------------------------- |
| 1     | Mary Onyali         | Nigeria        | 22,80                                               |
| 2     | Cydonie Mothersille | Cayman Islands | 22,84                                               |
| 3     | Lauren Hewitt       | Australien     | 23,01                                               |
| 4     | Jacqueline Poelman  | Niederlande    | 23,22                                               |
| 5     | Merlene Ottey       | Slowenien      | 23,24                                               |
| 6     | Lucia Ivanová       | Slowakei       | 24,12 eigentlich für das Viertelfinale qualifiziert |
| 7     | Kerina Hughes       | Anguilla       | 27,16                                               |

## Viertelfinale
Aus den vier Viertelfinalläufen qualifizierten sich die jeweils ersten vier Athletinnen – hellblau unterlegt – für das Halbfinale.

### Viertelfinallauf 1

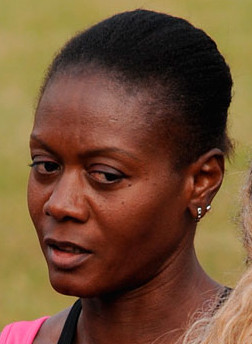
Merlene Ottey verfehlte das Halbfinale als Fünfte ihres Rennens um einen Rang
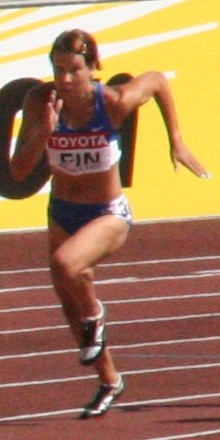
Johanna Manninens sechster Platz in ihrem Viertelfinallauf reichte nicht zum Weiterkommen

26. August 2003, 20:00 Uhr
Wind: ±0,0 m/s
| Platz | Name                  | Nation    | Zeit (s) |
| ----- | --------------------- | --------- | -------- |
| 1     | Torri Edwards         | USA       | 22,66    |
| 2     | Anschela Krawtschenko | Ukraine   | 22,81    |
| 3     | Vida Anim             | Ghana     | 22,95    |
| 4     | Beverly McDonald      | Jamaika   | 22,96    |
| 5     | Merlene Ottey         | Slowenien | 23,22    |
| 6     | Johanna Manninen      | Finnland  | 23,42    |
| 7     | Anna Pacholak         | Polen     | 23,43    |
| DNS   | Digna Luz Murillo     | Kolumbien |          |

### Viertelfinallauf 2
26. August 2003, 20:06 Uhr
Wind: −0,2 m/s
| Platz | Name                        | Nation         | Zeit (s)                                         |
| ----- | --------------------------- | -------------- | ------------------------------------------------ |
| 1     | Anastassija Kapatschinskaja | Russland       | 22,73                                            |
| 2     | Kim Gevaert                 | Belgien        | 22,91                                            |
| 3     | Maryna Maydanova            | Ukraine        | 22,93                                            |
| 4     | Debbie Ferguson             | Bahamas        | 22,98 eigentlich für das Halbfinale qualifiziert |
| 5     | Abiodun Oyepitan            | Großbritannien | 23,42                                            |
| 6     | Jacqueline Poelman          | Niederlande    | 23,51                                            |
| DOP   | Kelli White                 | USA            | für das Halbfinale zugelassen                    |
| DNS   | Sharon Cripps               | Australien     |                                                  |

Im zweiten Viertelfinallauf ausgeschiedene Sprinterinnen:

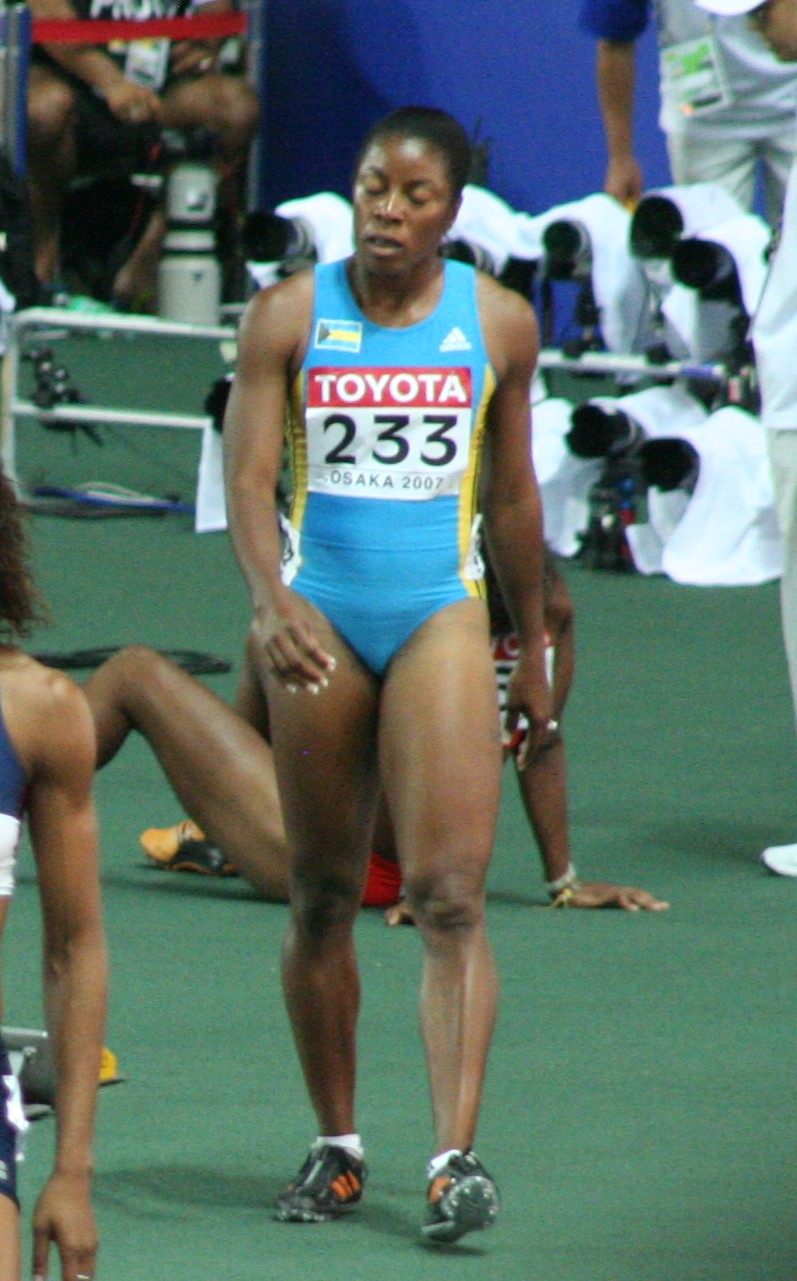
Debbie Ferguson hätte mit ihrem dritten Rang eigentlich am Halbfinale teilnehmen können
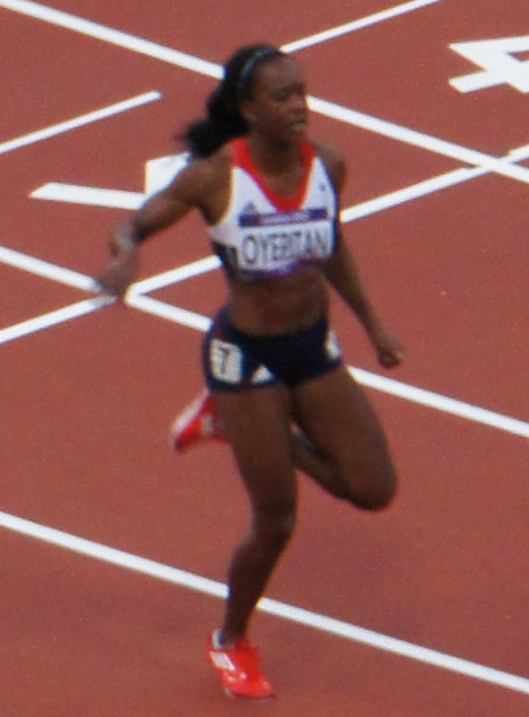
Abiodun Oyepitan Rang fünf in 23,42 s
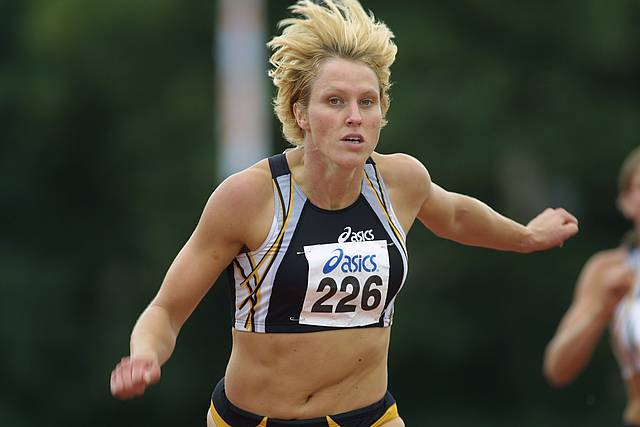
Jacqueline Poelman Rang sechs in 23,51 s

### Viertelfinallauf 3

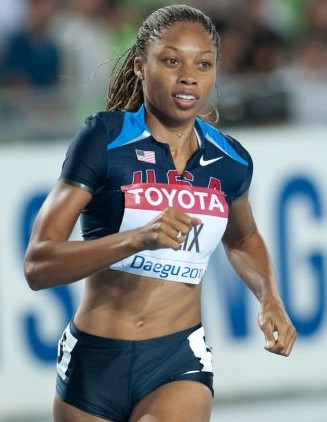
Die später sehr erfolgreiche Allyson Felix scheiterte hier im Viertelfinale
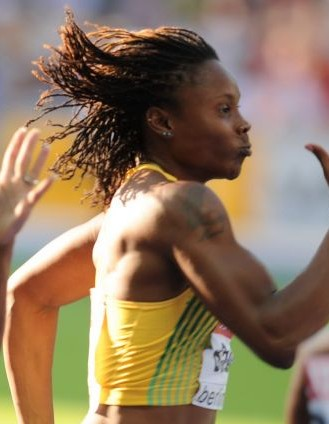
Aleen Bailey konnte ihr Viertelfinalrennen nicht beenden

26. August 2003, 20:12 Uhr
Wind: −0,3 m/s
| Platz | Name                   | Nation         | Zeit (s) |
| ----- | ---------------------- | -------------- | -------- |
| 1     | Muriel Hurtis          | Frankreich     | 22,70    |
| 2     | Natallja Safronnikawa  | Belarus        | 22,96    |
| 3     | Mercy Nku              | Nigeria        | 23,16    |
| 4     | Cydonie Mothersille    | Cayman Islands | 23,29    |
| 5     | Swetlana Gontscharenko | Russland       | 23,29    |
| 6     | Allyson Felix          | USA            | 23,33    |
| 7     | Fabienne Feraez        | Benin          | 24,17    |
| DNF   | Aleen Bailey           | Jamaika        |          |

### Viertelfinallauf 4
26. August 2003, 20:18 Uhr
Wind: +0,1 m/s
| Platz | Name              | Nation         | Zeit (s)                                         |
| ----- | ----------------- | -------------- | ------------------------------------------------ |
| 1     | Mary Onyali       | Nigeria        | 22,73                                            |
| 2     | Lauren Hewitt     | Australien     | 23,10                                            |
| 3     | Roxana Díaz       | Kuba           | 23,21                                            |
| 4     | Sylviane Félix    | Frankreich     | 23,27 eigentlich für das Halbfinale qualifiziert |
| 5     | Karin Mayr-Krifka | Österreich     | 23,30                                            |
| 6     | Geraldine Pillay  | Südafrika      | 23,39                                            |
| 7     | Joice Maduaka     | Großbritannien | 23,51                                            |
| DOP   | Schanna Block     | Ukraine        | für das Halbfinale zugelassen                    |

## Halbfinale
Aus den beiden Halbfinalläufen qualifizierten sich die jeweils ersten vier Athletinnen – hellblau unterlegt – für das Finale.

### Halbfinallauf 1

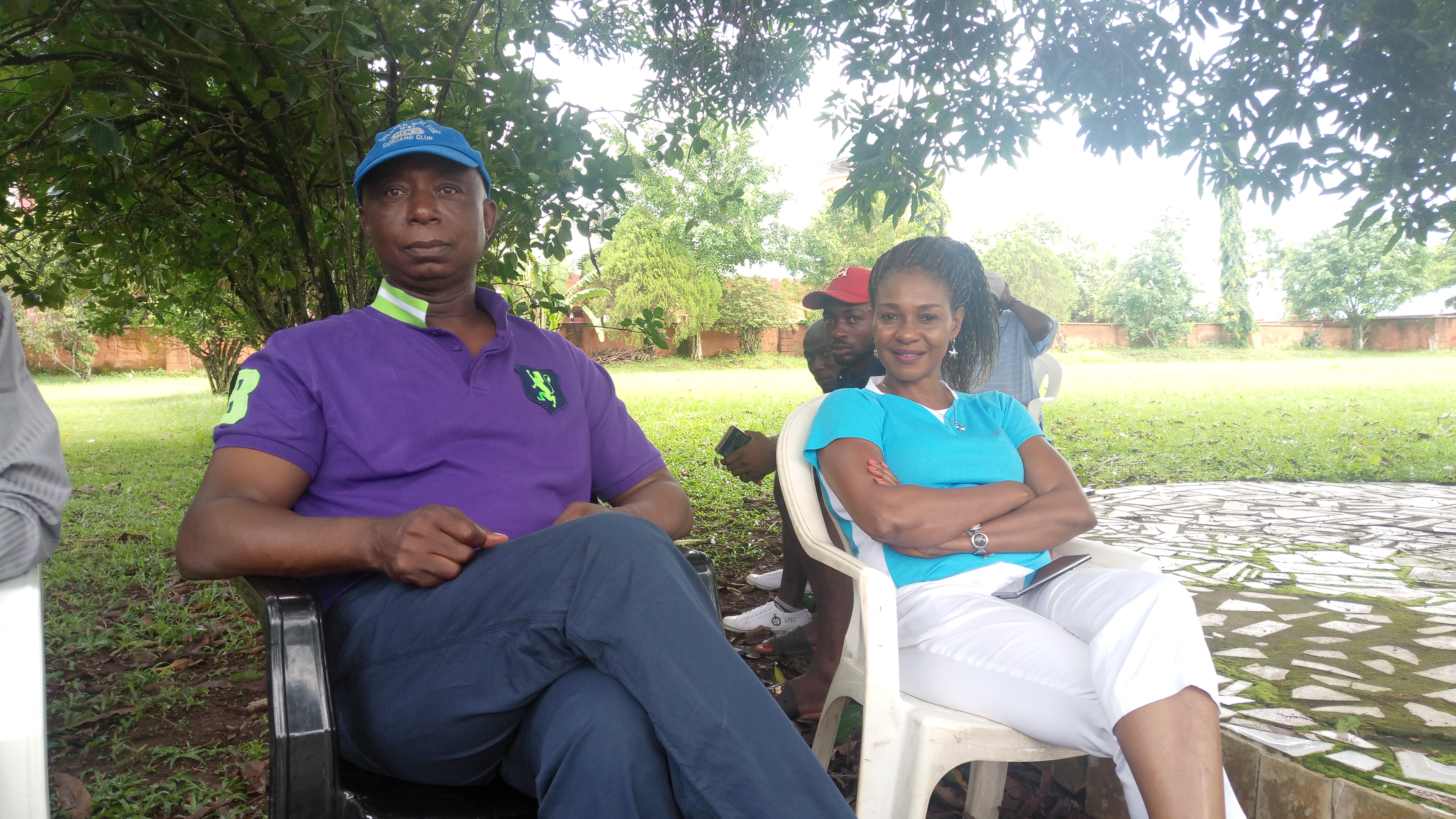
Mary Onyali wurde der Einzug in ein Finale schon zum dritten Mal durch Dopingbetrügerinnen verwehrt
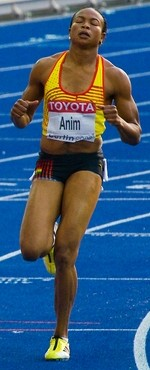
Platz sechs im ersten Halbfinale war für Vida Anim zu wenig, um im Finale dabei zu sein

27. August 2003, 19:40 Uhr
Wind: −0,1 m/s
| Platz | Name                  | Nation     | Zeit (s)                                     |
| ----- | --------------------- | ---------- | -------------------------------------------- |
| 1     | Anschela Krawtschenko | Ukraine    | 22,66                                        |
| 2     | Beverly McDonald      | Jamaika    | 22,92                                        |
| 3     | Mary Onyali           | Nigeria    | 22,97 eigentlich für das Finale qualifiziert |
| 4     | Lauren Hewitt         | Australien | 23,07 eigentlich für das Finale qualifiziert |
| 5     | Roxana Díaz           | Kuba       | 23,12                                        |
| 6     | Vida Anim             | Ghana      | 23,16                                        |
| DOP   | Kelli White           | USA        | für das Finale zugelassen                    |
| DOP   | Schanna Block         | Ukraine    | für das Finale zugelassen                    |

### Halbfinallauf 2

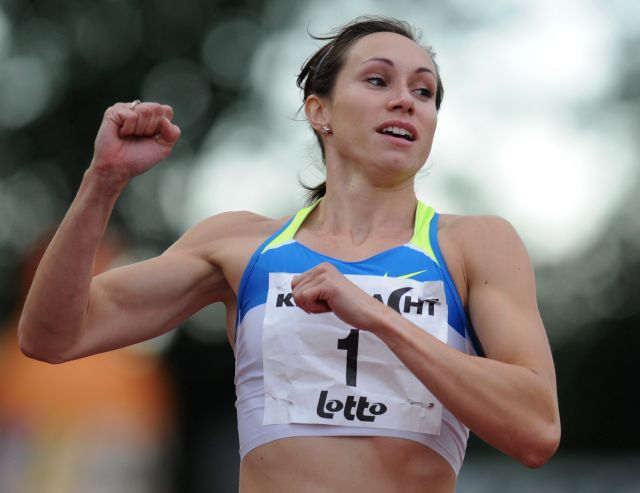
Kim Gevaert schied in 22,86 s im Halbfinale aus
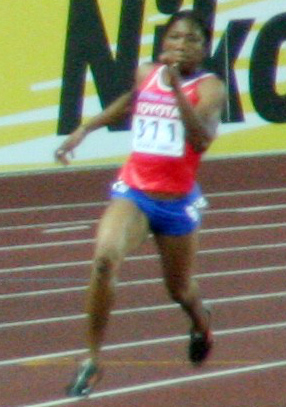
Cydonie Mothersille – Rang sieben in 23,07 s und damit nicht im Finale
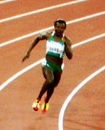
Mercy Nku war mit 23,62 s im zweiten Halbfinale chancenlos

27. August 2003, 19:48 Uhr
Wind: −0,2 m/s
| Platz | Name                        | Nation         | Zeit (s) |
| ----- | --------------------------- | -------------- | -------- |
| 1     | Muriel Hurtis               | Frankreich     | 22,41    |
| 2     | Anastassija Kapatschinskaja | Russland       | 22,43    |
| 3     | Torri Edwards               | USA            | 22,44    |
| 4     | Natallja Safronnikawa       | Belarus        | 22,76    |
| 5     | Kim Gevaert                 | Belgien        | 22,86    |
| 6     | Maryna Maydanova            | Ukraine        | 22,91    |
| 7     | Cydonie Mothersille         | Cayman Islands | 23,07    |
| 8     | Mercy Nku                   | Nigeria        | 23,62    |

## Finale
28. August 2003, 21:45 Uhr
Wind: −0,3 m/s
| Platz | Name                        | Nation     | Zeit (s) |
| ----- | --------------------------- | ---------- | -------- |
| 1     | Anastassija Kapatschinskaja | Russland   | 22,38    |
| 2     | Torri Edwards               | USA        | 22,47    |
| 3     | Muriel Hurtis               | Frankreich | 22,59    |
| 4     | Beverly McDonald            | Jamaika    | 22,95    |
| 5     | Natallja Safronnikawa       | Belarus    | 22,98    |
| 6     | Anschela Krawtschenko       | Ukraine    | 23,00    |
| DOP   | Kelli White                 | USA        |          |
| DOP   | Schanna Block               | Ukraine    |          |

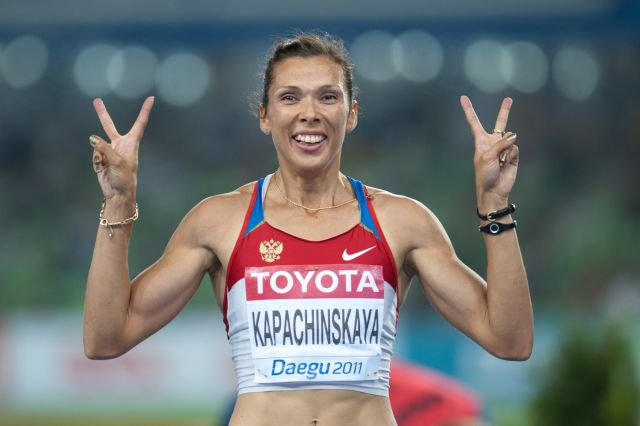
Weltmeisterin Anastassija Kapatschinskaja – am Schlusstag gab es für noch Silber mit der russischen 4-mal-400-Meter-Staffel

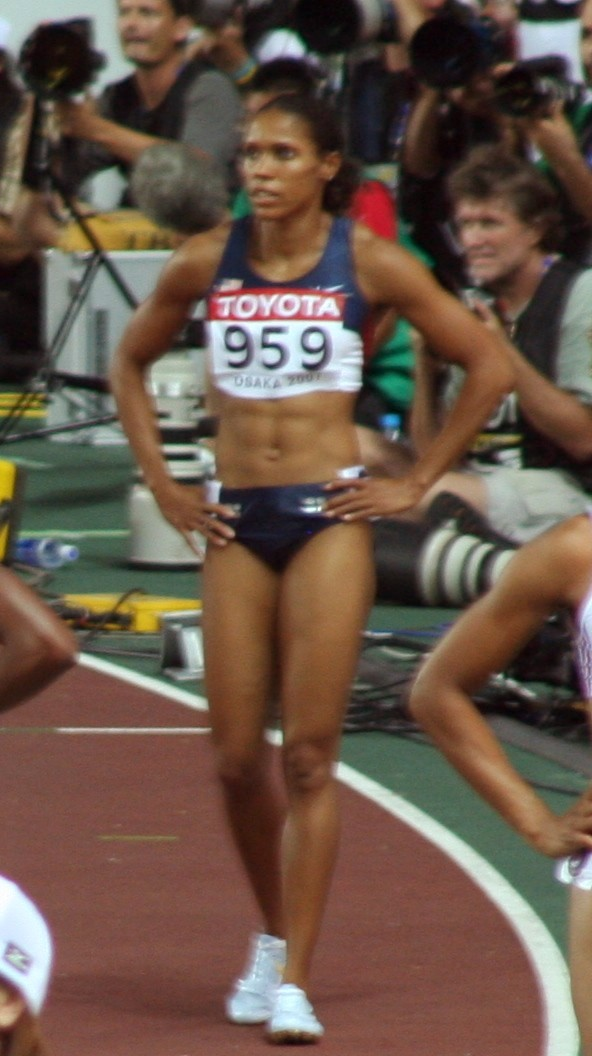
Silbermedaille für die Weltmeisterin über 100 Meter Torri Edwards
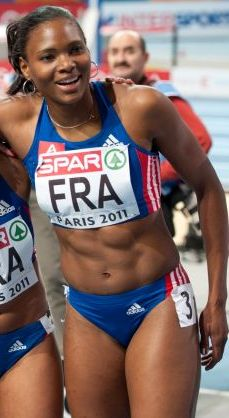
Bronzemedaillengewinnerin Muriel Hurtis errang mit der französischen Sprintstaffel zwei Tage später außerdem noch Gold
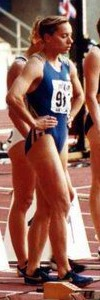
Dopingsünderin Schanna Block, frühere Schanna Pintussewytsch

## Video
- Women's 200 Meters Final - 2003 IAAF World Outdoor T&F Championships auf youtube.com, abgerufen am 12. September 2020